# Handelsgesellschaft
Unter Handelsgesellschaft versteht man im Handelsrecht eine Gesellschaft, die ein Handelsgewerbe betreibt und als Unternehmer im Sinne des Umsatzsteuergesetzes gilt.

## Allgemeines
Das Kompositum „Handelsgesellschaft“ beschreibt eine Gesellschaft, die Handel betreibt. Unter Handel ist dabei nicht nur der Handelssektor (Großhandel, Einzelhandel), sondern darüber hinaus jede Art von Handelsgewerbe zu verstehen, sowie auch im Sinne von „tätig sein“. Mit dem Rechtsbegriff Handelsgesellschaft verbindet das Handelsgesetzbuch (HGB) in Deutschland unterschiedliche Bedeutungsinhalte. So bestimmt § 6 Abs. 1 HGB, dass die für Kaufleute bestehenden Vorschriften auch für Handelsgesellschaften gelten. Damit sind sie für die offene Handelsgesellschaft (OHG), Kommanditgesellschaft (KG), Aktiengesellschaft (AG; § 3 Abs. 1 AktG) und Gesellschaft mit beschränkter Haftung (GmbH; § 13 Abs. 3 GmbH-Gesetz) anzuwenden. Eine Handelsgesellschaft ist auch die Europäische wirtschaftliche Interessenvereinigung (EWIV). Geht man von § 6 Abs. 1 HGB aus, sind Handelsgesellschaften stets Gesellschaften mit Vollkaufmannseigenschaft. Danach muss der Begriff der Gesellschaft erfüllt sein, eine Zwecksetzung oder Rechtsform vorhanden sein, die die Vollkaufmannseigenschaft begründet, und es darf keine Gesellschaft vorliegen, die auch Minderkaufmann oder Nichtkaufmann sein könnte.
- Im engeren Sinne ist die Handelsgesellschaft eine Personengesellschaft des Handelsrechts (OHG und KG; auch Personenhandelsgesellschaften genannt).
- Keine Handelsgesellschaften sind die stille Gesellschaft, Gesellschaft bürgerlichen Rechts, Genossenschaften, Sparkassen und der Versicherungsverein auf Gegenseitigkeit.[3]

## Geschichte
Jüdische Handelsgesellschaften sind seit der Zeit der Mischna im 1. Jahrhundert nach Christus belegt. Nach jüdischer Legaldefinition musste eine Handelsgesellschaft der Förderung oder Erreichung eines Zweckes dienen, unabhängig davon, ob dieser ein dauernder oder vorübergehender ist. Der Zweck jüdischer Handelsgesellschaften bestand meist darin, Vermögen für die Gesellschaft zu gewinnen oder zu erhalten. Im 9. Jahrhundert gab es eine jüdische Handelsgesellschaft, die regelmäßig auf zwei See- und zwei Landwegen nach Indien und China reiste. Einer der Reisewege führte über Chasaria, einen jüdischen Staat in Südrussland. Im islamischen Kulturkreis entwickelte sich ab dem 6. Jahrhundert – also noch in vorislamischer Zeit – die Mudaraba, die immer noch eine wichtige Art des islamischen Finanzwesens darstellt. Sie entstand als stille Gesellschaft, bei der ein Kapitalgeber das Kapital bereitstellt und der Unternehmer die Arbeitsleistung erbringt.
Im Mittelalter bot die Handelsgesellschaft eine viel genutzte Möglichkeit, Arbeit und Finanzrisiko im Wirtschaftsleben zu verteilen. Handelsgesellschaften organisierten sich ausnahmslos als Personengesellschaften. Im Mittelmeerraum gab es schon im Hochmittelalter in den Seestädten Handelsgesellschaften, deren Organisation jedoch lokal unterschiedlich war. Die überregional wirksamen Formen der Commenda (im Seehandel) und der Compagnia (im Landhandel) setzten sich seit dem beginnenden 12. Jahrhundert durch. Bei der Commenda bestand die Handelsgesellschaft aus zwei Partnern, einem Kapitalgeber und einem Kapitalnehmer, während bei der Compagnia mehrere Partner zeitlich begrenzt (im Regelfall für eine Zeitspanne von 3–5 Jahren) zusammenfanden. Außer dem Eigenkapital der Teilhaber kannten diese Gesellschaften schon die Kapitalbeschaffung in Form von Risikokapital (italienisch accommandita) und festverzinslichem Kapital (italienisch depositum). Die beschränkte Haftung einer solchen Gesellschaft im Zahlungsausfall ist erstmals 1408 in Florenz belegt. Die älteste Urkunde über die Gründung einer italienischen, seehandelsorientierten Commenda (lateinisch commendare, „anvertrauen“) stammt aus Venedig vom Mai 1072. Sie galt als Handelsgesellschaft in der Form einer stillen Gesellschaft, bei der jemand den Vertrieb fremder Waren auf See gegen Gewinnanteil übernahm. Im Jahre 1165 folgte in Genua die Seegesellschaft (italienisch societas maris) mit gegenseitiger Kapitaleinlage. Im Jahre 1166 unterwarf man sie in Pisa und Florenz einer gesetzlichen Regelung. Danach kam um 1276 die Landhandelsgesellschaft (italienisch societas terrae) auf, die den Binnenhandel zwischen Märkten betrieb. Italienische Quellen sprachen jeweils von Unternehmen (italienisch societas), wenn das Unternehmensrisiko, der Gewinn oder die Kosten auf gemeinsame Rechnung mehrerer Personen gehen sollten. Es ist allerdings ungeklärt, ob die Commenda im römischen Recht Anerkennung fand. Im Bankwesen von Florenz entwickelte sich die Commenda im 14. Jahrhundert neben dem lateinisch Depositum zu einer Hauptform der Kapitalanlage. Die begrenzte Haftung des „Commendators“ als Urform auch der Kommanditgesellschaft fand 1408 in Florenz gesetzlichen Niederschlag.
Die Handelsorganisationen erreichten ab Mitte des 13. Jahrhunderts zunächst in Italien einen Höhepunkt. In Florenz bestand um 1270 ein Doppelunternehmen der Familien Mozzi-Spini, das 1290 in Neapel ein Schiff mit Wein und Früchten für Tunis beladen ließ. Im Jahre 1310 entstand die bedeutende Compagnia von Lapo und Dolfo de‘Bardi in Florenz mit 24 Gesellschaftern, der im Oktober 1330 verschiedene Schiffe in Venedig beschlagnahmt wurden. Die Peruzzi besaßen bedeutende Handelsprivilegien in Zypern und Armenien. Diese Handelshäuser vereinnahmten Kaufpreise aus ihren Warenverkäufen und stellten Wechsel aus, so dass die Funktionstrennung zwischen Handels- und Bankgeschäft nicht immer deutlich zu erkennen ist. Als im Jahre 1339 der englische König Eduard III. die Zahlungen an seine Gläubiger einstellte, hatte dies auch den Bankrott der Häuser Bardi, Peruzzi und vieler anderer zur Folge.
In Deutschland erlangten durch den Handel viele Handelshäuser bedeutende Marktmacht. Der Kaufmann Hermann Morneweg ließ im Lübecker Niederstadtbuch zwischen 1323 und 1335 insgesamt 18 Gesellschaftsverträge eintragen. Die bedeutendsten Handelsgesellschaften des Mittelalters betrieben die Augsburger Familien Welser und Fugger. Das größte Handelsunternehmen Deutschlands gehörte den Welsern unter dem Namen „Große Ravensburger Handelsgesellschaft“ (lateinisch Magna Societas), das bereits um 1380 entstand und ab 1408 Handelskontakte zu Spanien pflegte. Es vermarktete Leinentuche und Papier. Hans Fugger (seit 1367 in Augsburg, † 1403) gründete ein Handelsunternehmen, das dessen Witwe Elisabeth bis zu ihrem Tod 1436 weiterführte und ein Kupfermonopol aufbaute. Ihre Söhne Andreas († 1457) und Jakob Fugger der Ältere (aus dem Stamm Fugger von der Lilie) übernahmen das Unternehmen. Zwischen 1485 und 1560 baute Jakob Fugger die Gesellschaft zum führenden süddeutschen Großunternehmen aus. Mit ihrem Geld sorgten die Fugger und Welser für die Wahl Karl V. am 28. Juni 1519 zum König. Die Handelsgesellschaften der Hanse waren häufig Familienunternehmen mit zwei bis vier Gesellschaftern, die hierüber ihr Sendegeschäft abwickelten. Ihre Gesellschafter waren hansische Kaufleute, während Beteiligungsverbote für außerhansische Gesellschafter („butenhansische Handelsgesellschaften“) für eine Isolierung sorgten. Eine Klage der Hansestädte gegen die Handelsgesellschaften der Fugger und Welser wegen zu hoher Marktmacht und Zinswucher lehnte Karl V. ab.
In Frankreich legalisierte man die Kommanditgesellschaft (französisch Société en commandité) im März 1673 durch das französische Handelsrecht (französisch Ordonnance de Commerce pour la commerce), im September 1807 auch im Handelsgesetzbuch (französisch Code de Commerce). Das Allgemeine Preußische Landrecht vom Juni 1794 enthielt lediglich Regelungen zur OHG und stillen Gesellschaft, erst das ADHGB vom Mai 1861 übernahm auch Vorschriften für die Kommanditgesellschaft, die auch das HGB vom Januar 1900 weitgehend unverändert ließ.

### Historische Arten
Die Halbgesellschaft
Die Halbgesellschaft war die erste richtige Handelsgesellschaft, in der der Kaufmann das Kapital einbrachte und ein bzw. mehrere Mitglieder den Handel betrieben. Die Handeltreibenden erhielten einen Gewinnanteil und mussten demnach auch für Verluste aufkommen.
Das unbekannte Kommissionsgeschäft
Das unbekannte Geschäft, welches auch als „Kommissionsgeschäft“ bezeichnet wird, kann auch als Halbgesellschaft dargestellt werden, kam jedoch nur selten vor. Es zeichnete sich dadurch aus, dass einer das Kapital zur Verfügung stellte, aber ein anderer dieses verwaltete. Der Gewinn wurde dabei meistens halbiert, im Gegensatz zur Verlustregelung, welche sich als schwieriger erwies. Oft wurde der Verlust jedoch auch halbiert.
Das Sevende-Geschäft
Eine Form der Handelsgesellschaften war die „sevende“ (Sendegut), auch Eigengeschäft genannt. Das heißt, ein Kaufmann sendete Ware durch einen sogenannten Diener. Dieser Diener bekam weder einen Gewinnanteil noch einen Dienstvertrag, sondern einen festen Lohn. Der Kaufmann übernahm somit die volle Haftung für seine Ware und seinen Gewinn bzw. Verlust. Das Sendegutgeschäft wird auch als Kommissionsgeschäft bezeichnet, da der Kaufmann die komplette Bezahlung übernahm.
Die Wederlegginge-Gesellschaft
In dieser Form von Handelsgesellschaft gab es zweiseitige Kapitalanlagen und somit auch zwei Geschäftspartner. Das Geschäft übernahm einer der beiden Partner, der andere Partner widerlegte („wederlegginge“) sein Kapital dem sogenannten „Kapitalführer“. Dadurch entstand ein Gesellschaftskapital. Der Begriff „Widerlegung“ bezeichnet also eigentlich nur den Gründungsprozess, ist in der Literatur jedoch etabliert, sodass er die Gesellschaft an sich bezeichnete. Zudem ist unklar, ob es eine Hierarchie zwischen den Gesellschaftern gab. Die Häufigkeit dieser Gesellschaft lässt vermuten, dass dies die zentrale Gesellschaftsform zu dieser Zeit war. Der Gewinn wurde meist halbiert und der Verlust nach Kapitaleinsatz geteilt. Oft erhöhte der Kapitalgeber seinen Gewinn durch Zusatzinvestitionen oder ermöglichte damit, dass die Gesellschaft zustande kommen konnte.

### Forschung und Quellen zur Handelsgesellschaft im Mittelalter
Gesellschaftshandel trat in unterschiedlichen Formen auf, deshalb ist in der Geschichtswissenschaft die Erforschung der Dimension von Handelsgesellschaften ein wichtiges Arbeitsgebiet. Die Forschung unterscheidet dabei zwei voneinander zu trennende Entwicklungslinien: eine mediterrane und eine nordeuropäische. Doch es gibt nur wenige Quellen, die vertiefte Einblicke in (spät-)mittelalterliche Handelsgesellschaften gewähren. Zu den bedeutendsten Quellen im norddeutschen Raum zählen die Hanseregesten, die Rechnungsbücher der Kaufleute Veckinchusen sowie das Lübecker Niederstadtbuch von 1311–1361.

## Arten von heutigen Handelsgesellschaften
Handelsgesellschaften sind insbesondere
- Personengesellschaften, wie
  - die Offene Handelsgesellschaft (OHG) und
  - die Kommanditgesellschaft (KG),
- Kapitalgesellschaften wie
  - die Gesellschaft mit beschränkter Haftung (GmbH) und
  - die Aktiengesellschaft (AG).

## Sonstiges
Handelsgesellschaft oder Handelskompanie hießen auch die Unternehmen, die den überseeischen Handel mit überseeischen Besitzungen oder Kolonien betrieben. Sie waren teilweise privilegiert.
- Compagnie de la Nouvelle France (Neufrankreich, heute Kanada)
- Ostindien-Kompanie
- Ostender Kompanie
- Emder Ostasiatische Handelskompanie
- Hudson’s Bay Company